# جيمس والتر إيلدر
جيمس والتر إيلدر (بالإنجليزية: James Walter Elder) هو محامي وسياسي أمريكي، ولد في 5 أكتوبر عام 1882، في غراند براري في الولايات المتحدة، وتوفي في 16 ديسمبر عام 1941. حزبياً، نشط في الحزب الديمقراطي. وقد انتخب عضو مجلس النواب الأمريكي.